# Hubert Schiffer
Hubert Schiffer SJ, vollständig Hubert Friedrich Heinrich Schiffer (* 15. Juli 1915 in Gütersloh; † 27. März 1982 in Frankfurt am Main) war ein deutscher Jesuit, Wirtschaftswissenschaftler und ein Überlebender der Atombombe „Little Boy“ (Hiroshima).

## Leben
Hubert Schiffer war ein Sohn des Revisors Fritz Schiffer und dessen Frau Anna, geb. Gertzen. Er besuchte das Prinz-Georg-Gymnasium, das Gymnasium der Weißen Väter und das Hohenzollern-Gymnasium in Düsseldorf. Am 25. Mai 1934 trat er in ’s-Heerenberg in das Noviziat der Jesuiten ein. Seine Priesterweihe durch Bischof Johannes Roß SJ fand am 31. Oktober 1943 in Tokio statt.
Schiffer lehrte von 1948 bis 1949 an der Universität Hiroshima und der Sophia-Universität in Tokio. Im Juli 1949 verließ er Japan auf der USAT General W. H. Gordon nach San Francisco. Ab 1950 absolvierte er ein Master- und ein PhD-Studium in Wirtschaftswissenschaften an der Fordham University in New York City und lehrte Wirtschaftswissenschaften an der Fordham University in New York, der Sophia-Universität in Tokio (1954–1957), am Manhattanville College in Purchase (New York) (1957–1958) und der Loyola University New Orleans sowie als Professor für economics an der jesuitischen Saint Joseph’s University in Philadelphia im US-Bundesstaat Pennsylvania. In den 1960er Jahren lehrte er Wirtschaftswissenschaften und war stellvertretender Direktor des Rechenzentrums an der University of Oklahoma in Norman (Oklahoma). Seit seiner Zeit an der Loyola University New Orleans war er Chefredakteur der Zeitschrift Modern Society, die in 13 Jahrgängen bis 1970 erschien. Er war unter anderem Verfasser eines Buches über das japanische Bankensystem. Zuletzt war er als Retreat master im Montserrat Jesuit Retreat House am Lake Dallas in Texas tätig, bevor er 1977 nach Deutschland zurückkehrte. Hier wirkte er noch als Seelsorger in Oberursel, bis er 1982 im Alter von 67 Jahren an einem Herzinfarkt starb.

## Überlebender der Atombombe von Hiroshima
Am 6. August 1945 befand sich Schiffer mit drei anderen Patres, Hugo Lassalle (1898–1990), Wilhelm Kleinsorge (1906–1977) und Hubert Cieslik (1914–1998), im Pfarrhaus neben der katholischen Pfarrkirche Maria Himmelfahrt, an deren Stelle sich heute die Weltfriedenskirche (Hiroshima) erhebt. Damit waren sie acht Blocks, etwa 1,5 km vom Bodennullpunkt entfernt. Schiffer wurde so schwer verletzt, dass er nur mit Hilfe seiner Ordensbrüder aus dem Asano-Park (eigentlich Shukkei-Garten) geborgen werden konnte, wohin er sich retten konnte. Er bemerkte den Lichtblitz und unmittelbar folgend das Geräusch von splitterndem Glas und Holz. Trotz seiner stark blutenden Schnittwunde hinter dem Ohr half er noch bei der Befreiung anderer verschütteter Opfer, wurde dann aber stark geschwächt. An der Bergung beteiligten sich mehrere andere Jesuiten, die am Stadtrand im Noviziatshaus überlebt hatten, darunter Helmut Erlinghagen, Klaus Luhmer und Johannes Siemes. Siemes berichtet, Schiffer hätte so viel Blut verloren, dass die Bergungsgruppe sich um seine Überlebenschancen Sorgen machten. Er erholte sich jedoch, und im September wurde Schiffer in Tokio von zahlreichen amerikanischen und japanischen Ärzten und Wissenschaftlern untersucht. Als einer von insgesamt 16 Jesuiten, die sich beim Abwurf der Bombe im Raum Hiroshima aufhielten, überlebte er die Explosion um 37 Jahre.
Seit seiner Ankunft in den USA war es Schiffers Bestreben, die Besatzung der Enola Gay zu treffen. Zuerst, schon Anfang der 1950er Jahre, gelang ihm dies mit dem Kopiloten Robert Lewis, mit dem ihn bald eine Freundschaft verband. Den Piloten Paul Tibbets und andere Besatzungsmitglieder traf er 1975 in Dallas.
Gleichzeitig begann er, das Überleben der vier Patres sowie der vier japanischen Bewohner des Pfarrhauses (ein Theologiestudent, der Katechet, der Sekretär und die Haushälterin) mehr als ein Wunder zu beschreiben und brachte es in Verbindung mit der Marienerscheinung von Fátima: „Wir glauben, dass wir überlebt haben, weil wir die Botschaft von Fatima lebten. Wir lebten und beteten den Rosenkranz täglich in  diesem Haus.“ 1953 veröffentlichte er seine Schrift The Rosary Of Hiroshima. Seine Schilderung wird oft zu „mehrere Personen, die sich nahe dem Bodennullpunkt aufhielten, trugen keine Strahlenerkrankung davon“ verkürzt. Diese Sichtweise, die sich in den Augenzeugenberichten der anderen Jesuiten wie Klaus Luhmer und Johannes Siemes so nicht findet, wurde in bestimmten katholischen Kreisen weit verbreitet und auch häufig kritisch hinterfragt.

## Schriften
- The Rosary Of Hiroshima. Sacred Heart University, 1953 (online)
- The Modern Japanese Banking System. New York: University Publishers, 1962.